# Nhà thờ chính tòa Lugo

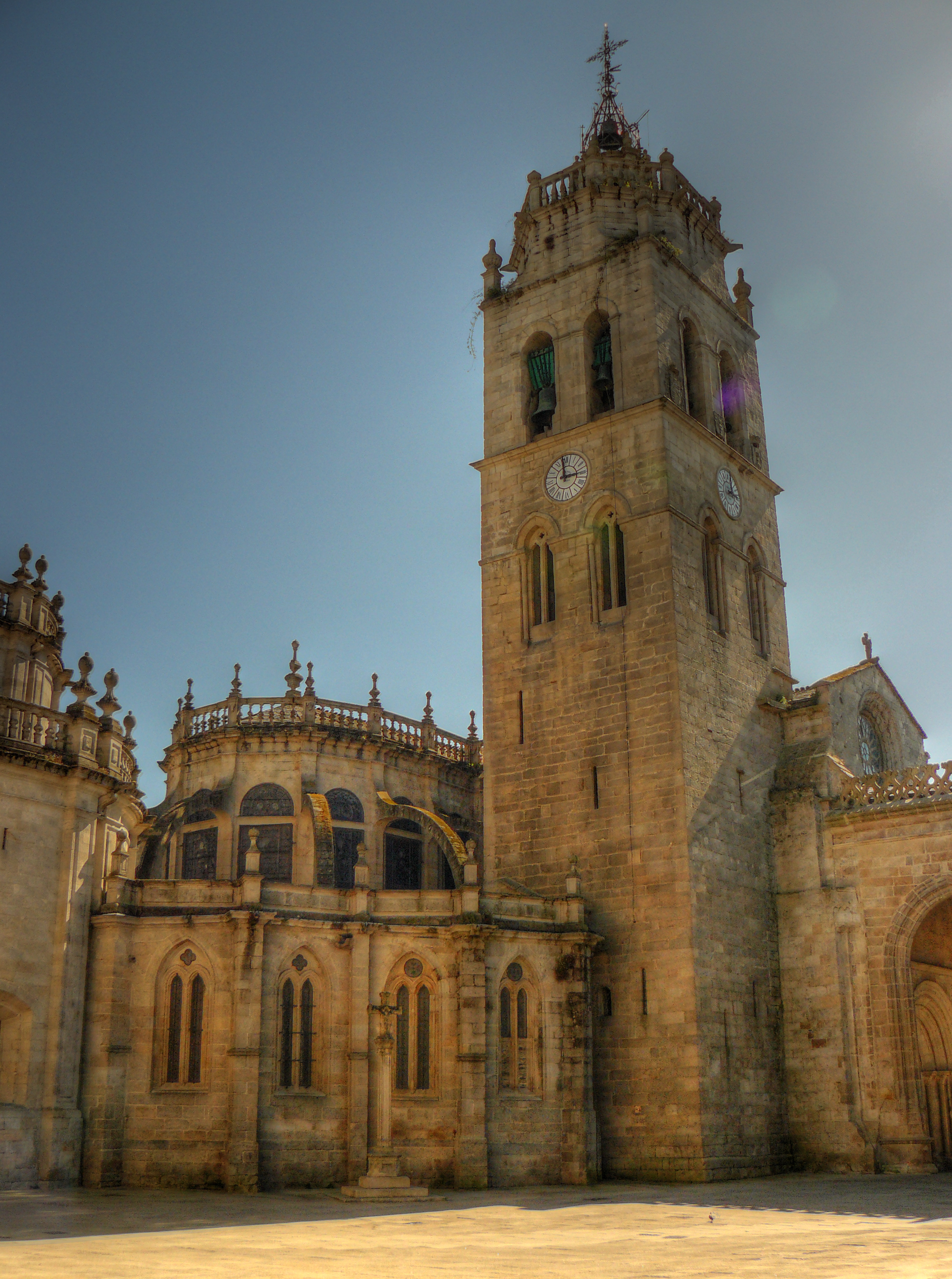
Cảnh nhìn tháp chuông và kiến trúc rìa Gothic.

Nhà thờ chính tòa Thánh Mary (tiếng Galicia: Catedral de Santa María), hay biết đến với tên là Nhà thờ chính tòa Lugo, là một nhà thờ chính tòa Công giáo Roma và basilica ở Lugo, Galicia (Tây Ban Nha), tây bắc Tây Ban Nha, được xây dựng từ thế kỷ 12. Bắt đầu với phong cách kiến trúc Roman, trong quá trình xây dựng nhà thờ được thêm vào một số yếu tố của các kiến trúc Gothic, kiến trúc Baroque và Tân cổ điển.

## Lịch sử
Nhà thờ đầu tiên tồn tại từ năm 755, nhưng vào đầu thế kỷ 12, do tình trạng của nhà thờ xuống cấp nên giám mục Peter III (giám mục của Lugo), năm 1129, ủy thác Raimundo xây một dinh thư mới. Phong cách Roman được hoàn thành năm 1273.